# Euchlaenidia wirthi
Euchlaenidia wirthi är en fjärilsart som beskrevs av William Schaus 1933. Euchlaenidia wirthi ingår i släktet Euchlaenidia och familjen björnspinnare. Inga underarter finns listade i Catalogue of Life.